# 晴伝説
「晴伝説」（はれでんせつ）は、2004年7月7日に発売された湘南乃風2枚目のシングル。発売元はトイズファクトリー。

## 概要
- 前作から4ヶ月振りとなるシングル。
- 「晴伝説」のSPECIAL EDIT PVを収録したエンハンスドCD仕様。
- 初回特典として、晴伝説特製酔いどれステッカーを封入。

## 収録曲
1. 晴伝説
（作詞・作曲・編曲:湘南乃風）
ファントム・フィルム配給映画「ひゃくはち」主題歌
映画ではメンバーのRED RICEもカメオ出演している。
2. STILL WILD
（作詞:湘南乃風 / 作曲:LEFT SIDE 湘南乃風 / 編曲:湘南乃風）
3. CLASSIC〜coast side summer remix〜